# 杉田米行
杉田 米行（すぎた　よねゆき、1962年5月 -）は、日本の歴史学者・政治学者。Ph.D.（US History）（ウィスコンシン大学・1999年）。大阪大学教授を経て、神戸女子短期大学総合生活学科教授。専攻は、日米関係・アメリカ現代史・日米医療保険史。

## 学歴
- 一橋大学大学院法学研究科修了、法学修士（1989年03月）
- University of Wisconsin-Madison .  修了	Ph.D.（US History・1999年05月）

## 職歴
- 大阪外国語大学助手	1989年04月 ～ 1994年01月
- 大阪外国語大学専任講師	1994年01月 ～ 1997年01月
- 大阪外国語大学助教授	1997年01月 ～ 2007年03月
- 大阪大学大学院言語文化研究科准教授	2007年10月 ～ 2013年03月
- 大阪大学大学院言語文化研究科教授	2013年04月 ～ 2021年03月
- 神戸女子短期大学総合生活学科教授	2021年04月 ～ 継続

|     |                  |                                 |
|     |                  |                                 |
|     |                  |                                 |
|     |                  |                                 |
|     |                  |                                 |
| 6.  | 2013/04～2017/03 | 奈良工業高等専門学校 非常勤講師 |
| 7.  | 2013/08          | 九州大学 法学部 非常勤講師      |
| 8.  | 2016/04～        | 大手前大学 通信教育非常勤講師   |
| 9.  | 2016/04～2018/03 | 神戸学院大学 非常勤講師         |
| 10. | 2016/04～2022/03 | 藍野大学 非常勤講師             |

## 著書

### 共著
- 松田武・阿河雄二郎編『近代世界システムの歴史的構図』（広島：渓水社、 1993）

### 共編著
- Trans-Pacific Relations: America, Europe, and Asia in the Twentieth Century, co-edited with Richard Jensen and Jon Davidann, (Praeger, 2003).

## 論文
- 「学界展望 アジア太平洋地域の脱近代パラダイムを目指して-『変貌するアメリカ太平洋世界』をてがかりに-」『西洋史学』第222号（2006）